# Élections législatives vanuataises de 2016
Des élections législatives se tiennent au Vanuatu le 22 janvier 2016. Il s'agit de renouveler l'ensemble des cinquante-deux sièges du Parlement (monocaméral), au suffrage universel direct. Ce sont des élections anticipées, le Parlement élu en octobre 2012 avec un mandat de quatre ans ayant été dissous par le président de la République, Baldwin Lonsdale, en novembre 2015, à la suite de la condamnation de quinze députés pour corruption.
Le 11 février, la nouvelle assemblée porte Charlot Salwai du parti de centre-droit Réunification des mouvements pour le changement à la tête d'un large gouvernement de coalition.

## Contexte
La législature 2012-2015 a vu se succéder plusieurs gouvernements. Le Parlement élu en 2012 confie initialement à Sato Kilman (Parti progressiste populaire), le premier ministre sortant, la tâche de former un gouvernement. Le 23 mars 2013, toutefois, une majorité alternative s'impose. Kilman est contraint de démissionner ; Moana Carcasses Kalosil (Confédération Les Verts Vanouatou) devient premier ministre. Le 15 mai 2014, le Parlement démet Carcasses, et le remplace par Joe Natuman (Vanua'aku Pati). Le 11 juin 2015, Kilman parvient à constituer une majorité au Parlement pour contraindre Natuman à la démission, et reprend la tête du gouvernement.
Le 22 octobre 2015, quinze députés de la majorité parlementaire de Sato Kilman sont condamnés pour corruption. Le vice-Premier ministre Moana Carcasses Kalosil est reconnu coupable d'avoir soudoyé les quatorze autres quelques mois plus tôt pour qu'ils votent la destitution du gouvernement de Joe Natuman. Carcasses est condamné à quatre ans de prison ferme. Le ministre des Travaux publics Tony Nari, à trois ans et demi de prison. Le ministre des Finances Willie Jimmy, le seul accusé à avoir plaidé coupable, reçoit une peine de vingt moins de prison avec sursis. Les autres (Marcellino Pipite, président du Parlement ; Serge Vohor, ministre des Affaires étrangères ; Paul Telukluk, ministre des Terres ; Thomas Laken, ministre du Changement climatique ; Tony Wright, ministre de la Jeunesse et des Sports ; et les simples députés Pascal Iauko, Jonas James, John Amos, Steven Kalsakau, Silas Yatan, Arnold Prasad et Jean-Yves Chabot) sont tous condamnés à trois ans de prison,. Les quatorze députés condamnés à trois ans ou plus de prison perdent immédiatement leur siège de député. Le Premier ministre Kilman n'ayant pas de majorité pour gouverner et ayant refusé de former un gouvernement d'union nationale avec l'opposition, le président de la République, Baldwin Lonsdale, dissout le Parlement le 24 novembre, et annonce des élections législatives anticipées.

## Système électoral
Les députés sont élus pour quatre ans au vote unique non transférable dans des circonscriptions électorales de un à sept sièges. Lorsqu'un seul siège est en jeu, le vote prend de fait la forme d'un scrutin uninominal majoritaire à un tour,.
Après l'élection, les nouveaux députés doivent choisir un nouveau premier ministre, ou bien renouveler leur confiance dans le premier ministre sortant, Sato Kilman.

## Difficultés
L'annonce d'élections anticipées, avec un calendrier serré, n'a pas permis une mise à jour complète des listes électorales. Ainsi, les citoyens ayant atteint l'âge de 18 ans entre juillet 2015 et la date du scrutin, et qui auraient donc été en droit de voter, sont exclus car ils n'ont pas pu être ajoutés aux listes. Par ailleurs, des citoyens décédés n'ont pas été retirés des listes, notamment dans les circonscriptions des îles rurales isolées, où il n'y a parfois pas de registre officiel des décès. Pour autant, la mission d'observation électorale envoyée par le Commonwealth des nations à la demande du Vanuatu, et dirigée par l'ancien premier ministre bahaméen Hubert Ingraham, indique que les élections se sont déroulées sans souci majeur.

## Partis et candidats

### Partis et dirigeants
Depuis les élections de 1987, aucun parti n'a pu remporter une majorité absolue de sièges au Parlement, en raison de la fragmentation et de la multiplication des partis politiques. La composition du prochain gouvernement dépendra donc de la coalition qui se mettra en place, en fonction des forces en présence.
Le Vanua'aku Pati et l'Union des partis modérés étaient initialement les deux grands partis du pays - le premier étant principalement anglophone et se réclamant d'un socialisme mélanésien, tandis que le second, francophone, était davantage conservateur. Ces différences se sont quelque peu estompées, permettant aux partis de se retrouver au sein d'un même gouvernement. Ces deux mouvements ont en outre connu des sécessions ; le Parti national unifié et le Parti républicain, notamment, étaient à l'origine des factions dissidentes du Vanua'aku Pati et de l'UPM, respectivement. Le Parti progressiste mélanésien est également le fruit de dissidents ayant quitté le Vanua'aku Pati.
Les quinze députés condamnés pour corruption sont interdits de participation à cette élection, étant interdits d'exercer tout mandat public pendant dix ans.
Pour ces élections, 263 candidats se présentent, dont 50 sans étiquette et les autres représentant vingt-sept partis politiques différents. Il y a seulement huit femmes parmi les candidats - deux de moins qu'en 2012.
| Parti | Parti                                           | Dirigeant          | Circonscription      |
| ----- | ----------------------------------------------- | ------------------ | -------------------- |
|       | Terre et justice                                | Ralph Regenvanu    | Port Vila            |
|       | Union des partis modérés                        | Serge Vohor        | non candidat         |
|       | Vanua'aku Pati                                  | Joe Natuman        | Tanna                |
|       | Parti national unifié                           | Ham Lini           | Pentecôte            |
|       | Nagriamel                                       | Havo Molisale      | Malo et Aore         |
|       | Réunification des mouvements pour le changement | Charlot Salwai     | Pentecôte            |
|       | Parti du développement national                 | Christopher Emelee | îles Banks et Torres |
|       | Parti progressiste populaire                    | Sato Kilman        | Malekula             |
|       | Parti travailliste                              | Joshua Kalsakau    | Éfaté                |
|       | Parti démocrate libéral                         | Willie Jimmy       | Port Vila            |

## Résultats
Comme à l'accoutumée, aucun parti n'approche de la majorité absolue des sièges. Les deux partis « historiques » (le Vanua'aku Pati de l'ancien Premier ministre Joe Natuman, et l'Union des partis modérés privé de son dirigeant Serge Vohor condamné pour corruption) talonnent le jeune parti Terre et Justice de Ralph Regenvanu, arrivé en tête. Le premier ministre et le chef de l'opposition sortants, Sato Kilman et Joe Natuman, conservent chacun leur siège de député. Kilman est toutefois le seul député de son propre parti, le Parti progressiste populaire, à être élu. Aucune femme n'est élue.
Après quatre mandats de député, l'ancien président du Parlement Philip Boedoro est largement battu dans sa circonscription de Maewo par le « magnat du transport maritime » Ian Wilson, candidat sans étiquette représentant une association locale,. Robert Bohn, ancien ministre de la Justice, le seul acquitté parmi les députés accusés de corruption, mais condamné aux États-Unis en 2005 pour racket et blanchiment d'argent,, est battu dans sa circonscription à Epi. À Tongoa, où le député sortant John Amos est en prison pour corruption, les citoyens ont élu son cousin et partisan Kalo Pakoasongi Lano. Willie Jimmy, chef du Parti démocrate libéral et député sortant à Port Vila, reconnu coupable de corruption mais condamné avec sursis, est battu et perd son siège.

### Résultats nationaux
|                           |                                                 |         |       |        |               |  |  |  |  |
| Partis                    | Partis                                          | Voix    | %     | Sièges | +/-           |  |  |  |  |
|                           | Vanua'aku Pati                                  | 13 463  | 11,91 | 6      | 2             |  |  |  |  |
|                           | Union des partis modérés                        | 10 999  | 9,73  | 6      | 1             |  |  |  |  |
|                           | Terre et justice                                | 8 376   | 7,41  | 7      | 3             |  |  |  |  |
|                           | Parti national unifié                           | 6 196   | 5,48  | 4      | en stagnation |  |  |  |  |
|                           | Parti progressiste populaire                    | 5 469   | 4,84  | 1      | 5             |  |  |  |  |
|                           | Groupe Iauko                                    | 4 979   | 4,40  | 4      | 1             |  |  |  |  |
|                           | Parti du développement national                 | 4 942   | 4,37  | 2      | Nv            |  |  |  |  |
|                           | Parti présidentiel                              | 4 234   | 3,74  | 1      | 1             |  |  |  |  |
|                           | Nagriamel                                       | 4 128   | 3,65  | 3      | en stagnation |  |  |  |  |
|                           | Réunification des mouvements pour le changement | 3 887   | 3,44  | 3      | en stagnation |  |  |  |  |
|                           | Parti Natatok démocrate populaire et autochtone | 3 024   | 2,67  | 1      | 1             |  |  |  |  |
|                           | Confédération verte                             | 2 851   | 2,52  | 2      | 1             |  |  |  |  |
|                           | Parti des dirigeants                            | 2 459   | 2,17  | 1      | Nv            |  |  |  |  |
|                           | Parti républicain                               | 1 975   | 1,75  | 0      | 1             |  |  |  |  |
|                           | Parti travailliste                              | 1 780   | 1,57  | 1      | 1             |  |  |  |  |
|                           | Parti démocrate libéral                         | 1 565   | 1,38  | 0      | 1             |  |  |  |  |
|                           | Parti fraternel mélanésien                      | 1 465   | 1,30  | 1      | 1             |  |  |  |  |
|                           | Parti national                                  | 1 284   | 1,14  | 0      | 1             |  |  |  |  |
|                           | Unité pour le changement                        | 1 261   | 1,12  | 0      | Nv            |  |  |  |  |
|                           | Parti de l'espoir                               | 1 180   | 1,04  | 0      | Nv            |  |  |  |  |
|                           | Parti des services populaires                   | 1 032   | 0,91  | 1      | en stagnation |  |  |  |  |
|                           | Parti progressiste mélanésien                   | 992     | 0,88  | 0      | 2             |  |  |  |  |
|                           | Alliance des modérés                            | 701     | 0,62  | 0      | Nv            |  |  |  |  |
|                           | Parti progressiste du développement             | 597     | 0,53  | 0      | 1             |  |  |  |  |
|                           | 13 autres partis (moins de 0,50 % chacun)       | 3 320   | 2,94  | 0      | -             |  |  |  |  |
|                           | Indépendants                                    | 20 904  | 18,49 | 8      | 4             |  |  |  |  |
|                           |                                                 |         |       |        |               |  |  |  |  |
| Votes valides             | Votes valides                                   | 113 063 | 99,00 |        |               |  |  |  |  |
| Votes blancs et invalides | Votes blancs et invalides                       | 1 141   | 1,00  |        |               |  |  |  |  |
| Total                     | Total                                           | 114 204 | 100   | 52     | en stagnation |  |  |  |  |
| Abstention                | Abstention                                      | 85 955  | 42,94 |        |               |  |  |  |  |
| Inscrits / participation  | Inscrits / participation                        | 200 159 | 57,06 |        |               |  |  |  |  |

### Par circonscription
Les résultats sont les suivants :
Ambae : 3 députés
| Député sortant | Député sortant | Parti du sortant | Sortant se représente ? | Élu | Élu           | Parti de l'élu |
| -------------- | -------------- | ---------------- | ----------------------- | --- | ------------- | -------------- |
|                | Richard Mera   | VP               | oui                     |     | Jacob Mata    | Nagriamel      |
|                | James Bule     | PNU              | oui                     |     | Jay Ngwele    | groupe Iauko   |
|                | Peter Vuta     | sans étiquette   | oui                     |     | Alickson Vira | Natatok        |

Ambrym : 2 députés
| Député sortant | Député sortant     | Parti du sortant | Sortant se représente ? | Élu | Élu                  | Parti de l'élu   |
| -------------- | ------------------ | ---------------- | ----------------------- | --- | -------------------- | ---------------- |
|                | Maki Simelum       | VP               | oui                     |     | Albert Abel Williams | Terre et justice |
|                | Bruno Tao Leingkon | PNU              | oui                     |     | Bruno Tao Leingkon   | PNU              |

îles Banks et îles Torrès : 2 députés
| Député sortant | Député sortant     | Parti du sortant | Sortant se représente ? | Élu | Élu                | Parti de l'élu |
| -------------- | ------------------ | ---------------- | ----------------------- | --- | ------------------ | -------------- |
|                | Christopher Emelee | VNDP             | oui                     |     | Christopher Emelee | VNDP           |
|                | Dunstan Hilton     | PPP              | oui                     |     | Jack Wona          | VNDP           |

Éfaté (hors Port-Vila) : 4 députés
| Député sortant | Député sortant  | Parti du sortant | Sortant se représente ? | Élu | Élu             | Parti de l'élu     |
| -------------- | --------------- | ---------------- | ----------------------- | --- | --------------- | ------------------ |
|                | Steven Kalsakau | RMC              | non : déchu             |     | Norris Kalmet   | UPM                |
|                | Alfred Carlot   | Natatok          | oui                     |     | Joshua Kalsakau | Parti travailliste |
|                | Gillion William | Terre et justice | oui                     |     | Gillion William | Terre et Justice   |
|                | Nato Taiwia     | PPM              | oui                     |     | Jerry Kanas     | sans étiquette     |

Le décompte initial donne Nato Taiwia réélu, et Gillion William battu. Un recompte des voix accordé par les tribunaux inverse ce résultat au mois d'avril, et déclare Gillion William réélu avec trois voix d'avance. Ceci confère au parti Terre et Justice le plus grand nombre de sièges au Parlement, et consolide la majorité gouvernementale.
Épi : 2 députés
| Député sortant | Député sortant  | Parti du sortant | Sortant se représente ? | Élu | Élu                   | Parti de l'élu |
| -------------- | --------------- | ---------------- | ----------------------- | --- | --------------------- | -------------- |
|                | Robert Bohn     | PDPV             | oui                     |     | Isaac Daniel Tongoliu | sans étiquette |
|                | Isaac Hamariliu | PPP              | oui                     |     | Seule Simeon          | UPM            |

Luganville : 2 députés
| Député sortant | Député sortant | Parti du sortant | Sortant se représente ? | Élu | Élu            | Parti de l'élu |
| -------------- | -------------- | ---------------- | ----------------------- | --- | -------------- | -------------- |
|                | Kalvao Moli    | sans étiquette   | oui                     |     | Matai Seremiah | sans étiquette |
|                | George Wells   | PPP              | oui                     |     | Marc Ati       | groupe Iauko   |

Maewo : 1 député
| Député sortant | Député sortant        | Parti du sortant | Sortant se représente ? | Élu | Élu        | Parti de l'élu |
| -------------- | --------------------- | ---------------- | ----------------------- | --- | ---------- | -------------- |
|                | Philip Morris Boedoro | VP               | oui                     |     | Ian Wilson | sans étiquette |

Malekula : 7 députés
| Député sortant | Député sortant  | Parti du sortant              | Sortant se représente ? | Élu | Élu                  | Parti de l'élu                |
| -------------- | --------------- | ----------------------------- | ----------------------- | --- | -------------------- | ----------------------------- |
|                | Sato Kilman     | PPP                           | oui                     |     | Sato Kilman          | PPP                           |
|                | Esmon Saimon    | PPM                           | oui                     |     | Esmon Saimon         | VP                            |
|                | Daniel Nalet    | Terre et justice              | oui                     |     | John Sala            | Terre et Justice              |
|                | Jérôme Ludvaune | UPM                           | oui                     |     | Jérôme Ludvaune      | UPM                           |
|                | Don Ken         | Parti des services populaires | oui                     |     | Don Ken              | Parti des services populaires |
|                | Paul Telukluk   | RMC                           | non : déchu             |     | Marcelino Barthelemy | RMC                           |
|                | Kaltaliu Simeon | VP                            | oui                     |     | Gracia Chadrack      | sans étiquette                |

Malo et Aore : 1 député
| Député sortant | Député sortant | Parti du sortant | Sortant se représente ? | Élu | Élu           | Parti de l'élu |
| -------------- | -------------- | ---------------- | ----------------------- | --- | ------------- | -------------- |
|                | Havo Molisale  | Nagriamel        | oui                     |     | Havo Molisale | Nagriamel      |

Paama : 1 député
| Député sortant | Député sortant | Parti du sortant | Sortant se représente ? | Élu | Élu               | Parti de l'élu   |
| -------------- | -------------- | ---------------- | ----------------------- | --- | ----------------- | ---------------- |
|                | Jonas James    | Natatok          | non : déchu             |     | Fred William Taso | Terre et justice |

Pentecôte : 4 députés
| Député sortant | Député sortant | Parti du sortant                          | Sortant se représente ?                   | Élu | Élu            | Parti de l'élu |
| -------------- | -------------- | ----------------------------------------- | ----------------------------------------- | --- | -------------- | -------------- |
|                | Ham Lini       | PNU                                       | oui                                       |     | Ham Lini       | PNU            |
|                | Charlot Salwai | RMC                                       | oui                                       |     | Charlot Salwai | RMC            |
|                | David Tosul    | PPP                                       | oui (mais pour le parti Terre et Justice) |     | Sailas Bule    | PNU            |
|                | Tony Nari      | VP (élu sous l'étiquette du Groupe Iauko) | non : déchu                               |     | François Chani | PNU            |

Port-Vila : 6 députés
| Député sortant | Député sortant          | Parti du sortant  | Sortant se représente ? | Élu | Élu               | Parti de l'élu   |
| -------------- | ----------------------- | ----------------- | ----------------------- | --- | ----------------- | ---------------- |
|                | Ralph Regenvanu         | Terre et Justice  | oui                     |     | Ralph Regenvanu   | Terre et Justice |
|                | Kenneth Natapei         | VP                | oui                     |     | Kenneth Natapei   | VP               |
|                | Tony Wright             | UPM               | non : déchu             |     | Ishmael Kalsakau  | UPM              |
|                | Moana Carcasses Kalosil | Vert              | non : déchu             |     | Kalo Seule        | Vert             |
|                | Willie Jimmy            | Démocrate libéral | non : déchu             |     | Jean-Pierre Nirua | sans étiquette   |
|                | Jean-Yves Chabot        | Vert              | non : déchu             |     | Ephraim Kalsakau  | sans étiquette   |

Santo : 7 députés
| Député sortant | Député sortant    | Parti du sortant                          | Sortant se représente ? | Élu | Élu             | Parti de l'élu        |
| -------------- | ----------------- | ----------------------------------------- | ----------------------- | --- | --------------- | --------------------- |
|                | Samson Samsen     | Nagriamel                                 | oui                     |     | Samson Samsen   | PPV                   |
|                | Marcellino Pipite | Républicain                               | non : déchu             |     | Rick Mahe       | RMC                   |
|                | Serge Vohor       | UPM                                       | non : déchu             |     | Ronald Warsal   | VP                    |
|                | John Lum          | Nagriamel                                 | oui                     |     | Gaetan Pikioune | Nagriamel             |
|                | Arnold Prasad     | Vert                                      | non : déchu             |     | Edwin Amblus    | Parti fren mélanésien |
|                | Alfred Maoh       | Terre et Justice                          | oui                     |     | Alfred Maoh     | Terre et Justice      |
|                | Hosea Nevu        | VP (élu sous l'étiquette du Groupe Iauko) | oui                     |     | Hosea Nevu      | groupe Iauko          |

Shepherds : 1 député
| Député sortant | Député sortant    | Parti du sortant | Sortant se représente ? | Élu | Élu               | Parti de l'élu |
| -------------- | ----------------- | ---------------- | ----------------------- | --- | ----------------- | -------------- |
|                | Toara Daniel Kalo | Vert             | oui                     |     | Toara Daniel Kalo | Vert           |

îles du sud : 1 député
| Député sortant | Député sortant   | Parti du sortant | Sortant se représente ? | Élu | Élu           | Parti de l'élu |
| -------------- | ---------------- | ---------------- | ----------------------- | --- | ------------- | -------------- |
|                | Tesei John Nawai | VP               | non                     |     | Tomker Naling | UPM            |

Tanna : 7 députés
| Député sortant | Député sortant     | Parti du sortant                          | Sortant se représente ?                    | Élu | Élu                   | Parti de l'élu   |
| -------------- | ------------------ | ----------------------------------------- | ------------------------------------------ | --- | --------------------- | ---------------- |
|                | Silas Yatan        | UPM                                       | non : déchu                                |     | Nakou Natuman         | UPM              |
|                | Pascal Iauko       | VP (élu sous l'étiquette du Groupe Iauko) | non : déchu                                |     | Johnny Koanapou       | VP               |
|                | Richard Ruan Namel | sans étiquette                            | oui                                        |     | Jotham Napat          | PDV              |
|                | Thomas Laken       | sans étiquette                            | non : déchu                                |     | Tom Noam              | sans étiquette   |
|                | Bob Loughman       | VP                                        | oui                                        |     | Bob Loughman          | VP               |
|                | Morkin Stevens     | PNU                                       | oui (mais pour l'Union des partis modérés) |     | Andrew Solomon Napuat | Terre et Justice |
|                | Joe Natuman        | VP                                        | oui                                        |     | Joe Natuman           | VP               |

Tongoa : 1 député
| Député sortant | Député sortant | Parti du sortant | Sortant se représente ? | Élu | Élu                  | Parti de l'élu |
| -------------- | -------------- | ---------------- | ----------------------- | --- | -------------------- | -------------- |
|                | John Amos      | PPP              | non : déchu             |     | Kalo Pakoasongi Lano | groupe Iauko   |

## Formation d'un gouvernement
Début février, les trois partis arrivés en tête s'accordent en vue de former une coalition, avec l'appui de plusieurs autres partis dont le Parti national unifié, la Confédération verte et Nagriamel. Ils s'entendent sur la nécessité de réformer le système politique afin d'empêcher les changements d'allégeance et les motions de défiance qui caractérisent la vie politique du pays depuis les années 1990. 
Le Parlement procède à l'élection du Premier ministre le 11 février. Dix partis politiques s'unissent en une coalition. Charlot Salwai, à la tête du parti Réunification des mouvements pour le changement, qui dispose de trois sièges, est le seul candidat au poste de Premier ministre, et est approuvé à ce poste par les voix de quarante-six députés sur cinquante-deux. Sa coalition inclut notamment le Vanua'aku Pati et le parti Terre et Justice ; Salwai, issu de la minorité francophone, est perçu comme un candidat de compromis entre les partis nationalistes, principalement anglophones, et les partis francophones de centre-droit. Esmon Saimon, du Vanua'aku Pati (centre-gauche, nationaliste), est par ailleurs élu à la présidence du Parlement.
Ishmael Kalsakau (UPM) devient le chef de l'opposition parlementaire, secondé par Sato Kilman (Parti progressiste populaire), tandis que Christophe Emelee (Parti du développement national du Vanuatu) est le chief whip de l'opposition.

## Suites
Le 23 février, un mois après l'élection, Havo Molisale, député de la circonscription Malo et Aore pour le parti Nagriamel, décède subitement. Une élection partielle a lieu le 29 juin pour pourvoir le siège vacant. Elle est remportée par Uri Warawara, le candidat du parti Terre et Justice, qui obtient 30 % des voix, devant notamment le candidat sans étiquette George Wells, ancien président du Parlement.
Le 24 juin 2019, Jerry Kanas, député d'Éfaté, décède d'une crise cardiaque. Il avait été élu sans étiquette avant de rejoindre le Parti des dirigeants de Vanuatu. Début septembre, Edwin Kalorisu, de ce même parti, remporte l'élection partielle pour lui succéder.
Le Vanua'aku Pati ayant quitté le gouvernement et rejoint l'opposition en cours de législature, le président du Parlement, Esmon Saimon, quitte la présidence pour siéger avec les autres membres de son parti. Début septembre 2019, les députés élisent à cette fonction Seule Simeon, issu de la Réunification des mouvements pour le changement, le parti du Premier ministre.